# Red Alone
Red Alone è un album di Red Garland (conosciuto anche con il titolo Moodsville Volume 3), pubblicato dalla Moodsville Records nel 1960. Il disco fu registrato il 2 aprile del 1960 al Rudy Van Gelder Studio di Englewood Cliffs, New Jersey (Stati Uniti).

## Tracce
Lato A
1. When Your Lover Has Gone – 6:45 (Einar A. Swan)
2. These Foolish Things – 5:08 (Harry Link, Holt Marvell, Jack Strachey)
3. My Last Affair – 3:39 (Haven Johnson)
4. You Are Too Beautiful – 4:45 (Richard Rodgers, Lorenz Hart)

Lato B
1. I Got It Bad (And That Ain't Good) – 7:09 (Duke Ellington)
2. The Nearness of You – 5:04 (Hoagy Carmichael, Ned Washington)
3. Nancy with the Laughing Face – 5:25 (Jimmy Van Heusen, Phil Silvers)
4. When I Fall in Love – 5:06 (Victor Young, Edward Heyman)

## Musicisti
- Red Garland - pianoforte